# Avengers: Age of Ultron (soundtrack)
Avengers: Age of Ultron (Original Motion Picture Soundtrack) is het filmmuziek-soundtrackalbum voor de Marvel Studios-film Avengers: Age of Ultron, gecomponeerd door Brian Tyler en Danny Elfman. Het album werd digitaal uitgebracht op 28 april 2015 en in fysieke vorm op 19 mei 2015 door Hollywood Records.
De partituur werd uitgevoerd door het Philharmonia Orchestra en begin 2015 opgenomen in de Abbey Road Studios. Het nummer "Inevitability-One Good Eye" is niet te horen in de film.

## Tracklijst
| 1.                 | Avengers: Age of Ultron Title          | Brian Tyler  | 0:43 |
| 2.                 | Heroes                                 | Danny Elfman | 2:07 |
| 3.                 | Rise Together                          | Brian Tyler  | 2:23 |
| 4.                 | Breaking and Entering                  | Brian Tyler  | 3:04 |
| 5.                 | It Begins                              | Danny Elfman | 2:42 |
| 6.                 | Birth of Ultron                        | Brian Tyler  | 3:05 |
| 7.                 | Ultron-Twins                           | Danny Elfman | 4:13 |
| 8.                 | Hulkbuster                             | Brian Tyler  | 4:32 |
| 9.                 | Can You Stop This Thing?               | Danny Elfman | 1:03 |
| 10.                | Sacrifice                              | Brian Tyler  | 2:42 |
| 11.                | Farmhouse                              | Danny Elfman | 4:02 |
| 12.                | The Vault                              | Brian Tyler  | 2:58 |
| 13.                | The Mission                            | Brian Tyler  | 2:48 |
| 14.                | Seoul Searching                        | Brian Tyler  | 2:48 |
| 15.                | Inevitability-One Good Eye             | Danny Elfman | 5:07 |
| 16.                | Ultron Wakes                           | Danny Elfman | 1:43 |
| 17.                | Vision                                 | Brian Tyler  | 3:47 |
| 18.                | The Battle                             | Brian Tyler  | 4:24 |
| 19.                | Wish You Were Here                     | Brian Tyler  | 1:36 |
| 20.                | The Farm                               | Danny Elfman | 1:14 |
| 21.                | Darkest of Intentions                  | Brian Tyler  | 2:26 |
| 22.                | Fighting Back                          | Brian Tyler  | 2:33 |
| 23.                | Avengers Unite                         | Danny Elfman | 1:08 |
| 24.                | Keys to the Past                       | Brian Tyler  | 1:48 |
| 25.                | Uprising                               | Brian Tyler  | 2:32 |
| 26.                | Outlook                                | Brian Tyler  | 2:38 |
| 27.                | The Last One                           | Brian Tyler  | 2:14 |
| 28.                | Nothing Lasts Forever                  | Danny Elfman | 1:57 |
| 29.                | New Avengers - Avengers: Age of Ultron | Danny Elfman | 3:09 |
| Totale duur: 77:26 |                                        |              |      |